# فرناندو دا سیلوا کاردوسو
فرناندو دا سیلوا کاردوسو مدافع اهل برزیل است که در شهر پلوتاس و در تاریخ ۱۷ مارس ۱۹۷۹ به دنیا آمده‌است.
فرناندو دا سیلوا کاردوسو در تیم‌های فوتبال باشگاه ورزشی اینترناسیونال سابقهٔ حضور دارد.